# Dichrooscytus repletus
Dichrooscytus repletus är en insektsart som först beskrevs av Heidemann 1892.  Dichrooscytus repletus ingår i släktet Dichrooscytus och familjen ängsskinnbaggar. Inga underarter finns listade i Catalogue of Life.